# Rotundabaloghia hexaunguiseta
Rotundabaloghia hexaunguiseta – gatunek roztocza z kohorty żukowców i rodziny Rotundabaloghiidae.
Gatunek ten został opisany w 1992 roku przez Wernera Hirschmanna.
Roztocz ten cechuje się tarczką brzuszną pozbawioną ornamentacji. Tarczka genitalna u samicy oraz tarczka piersiowa u samca są ornamentowane. Występuje dziewiąta para szczecin wentralnych na tarczce brzusznej.
Gatunek znany z Brazylii.